# Bulbophyllum kaniense
Bulbophyllum kaniense är en orkidéart som beskrevs av Rudolf Schlechter. Bulbophyllum kaniense ingår i släktet Bulbophyllum och familjen orkidéer. Inga underarter finns listade i Catalogue of Life.